# Burukungsfiskare
Burukungsfiskare (Ceyx cajeli) är en fågel i familjen kungsfiskare inom ordningen praktfåglar.

## Utseende
Burukungsfiskaren är en liten (14 cm) och mycket vacker kungsfiskare med lysande ljusblått på rygg övergump och övre stjärttäckare som kontrasterar starkt med blåsvart ovansida. Näbben är starkt röd och undersidan orangefärgad, tydligt avgränsad mot den vita strupen. Huvudet är mestadels blåsvart med små elektriskt blå prickar på hjässan samt en orange och vit fläck bakom örontäckarna som flyter ihop med nacken. Tygeln är orangefärgad. Könen är lika.

## Utbredning och systematik
Fågeln förekommer på Buru i södra Moluckerna. Den behandlas som monotypisk, det vill säga att den inte delas in i några underarter.

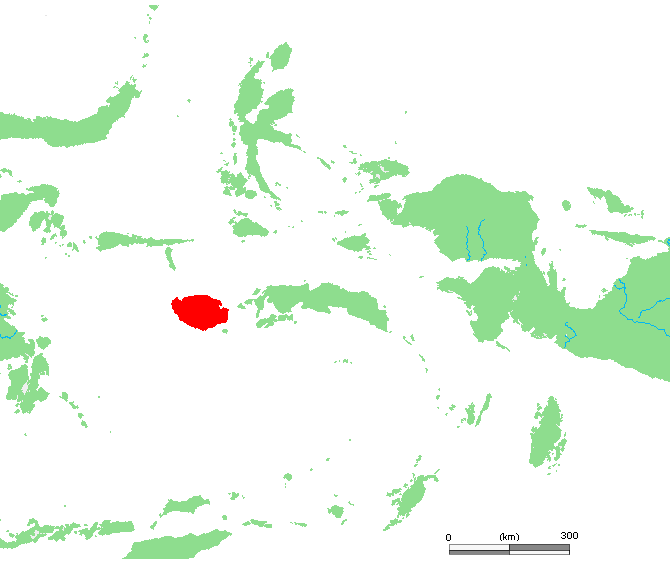
Fågeln förekommer endast på ön Buru i Moluckerna.

### Artstatus
Tidigare betraktades den som en underart till Ceyx lepidus och vissa gör det fortfarande. Den liksom ett stort antal andra arter i området urskiljs dock numera som egna arter efter genetiska studier.

## Status
Arten har ett litet utbredningsområde och tros minska i antal till följd av habitatförlust. Internationella naturvårdsunionen IUCN kategoriserar den som nära hotad. Beståndet uppskattas till mellan 4 000 och 10 000 vuxna individer.

## Namn
Fågelns vetenskapliga artnamn cajeli syftar en ort på Buru med samma namn.